# Beechwood, Newport
Beechwood är en stadsdel och community i staden Newport i Wales, Storbritannien.